# 萨莉·卡本
萨莉·卡本（英語：Sally Carbon，1967年4月14日—），澳大利亚女子曲棍球运动员。她曾代表澳大利亚国家队参加1988年和1992年夏季奥林匹克运动会曲棍球比赛，其中1988年奥运会获得一枚金牌。